# Alois Aehrenthal
Grof Alois Aehrenthal (Veliki Skal (Gross-Skal), Češka, 27. rujna 1854. – Beč, 17. veljače 1912.), od 1909. grof Lexa, austrougarski diplomat i zajednički ministar vanjskih poslova od 1906. do 1912. godine.

## Životopis
Njegov otac bijaše neko vrijeme zastupnik velikog posjeda u praškom saboru, a majka grofica Thun-Hohenstein. Sveučilište je polazio u Bonnu i Pragu. Stupivši u službu ministarstva vanjskih poslova bijaše ataše u Parizu i Petrogradu. U Petrogradu, služeći pod poslanikom Gustavom Sigmundom Kalnokyjem, počeo je Kalnokvjevim očima prosuđivati ruske i slavenske prilike, ali je marljivo učio ruski jezik i rusku književnost. Kad je Kalnoky 1881. postao ministrom vanjskih poslova, dođe i Aehrenthal s njim u Beč. Uska veza između Kalnokyja i Bismarcka jako je djelovala na izgradnju njegova međunarodno-političkog gledanja. Godine 1895. – 1899. bijaše poslanik u Bukureštu, a 1899. – 1906. poslanik u Petrogradu. U duhu Bismarckovu zagovarao je podjelu interesnih sfera na Balkanu između Austro-Ugarske i Rusije, ali se nikako nije sporazumio s mogućnošću rješenja pitanja Carigrada i Dardanela prema ruskom programu. Podjela interesnih sfera na Balkanu, po njegovu nazoru, imala bi se provesti putem saveza, trgovačkih ugovora i vojnih konvencija. U tom je duhu živo sudjelovao na sporazumu između Austro-Ugarske i Rusije, sklopljenu u Mürzstegu 9. studenog 1903., u pitanjima reforme u Makedoniji.
Ministrom vanjskih poslova Austro-Ugarske postao je 24. listopada 1906. i na tom položaju ostao do 16. veljače 1912. U prvom ekspozeu, koji je u prosincu 1906. dao pred delegacijama bečkog i budimpeštanskog parlamenta, odlučno se založio za podržavanje iskrenog prijateljstva između Austro-Ugarske i Rusije, naglasivši svoje prijateljske veze s ruskim ministrom vanjskih poslova Izvoljskim i izričući svoje simpatije za Srbiju. Taj smjer politike jasnije je obrazložio pred austro-ugarskim zajedničkim ministarskim vijećem 27. listopada 1907. Tada je izjavio, da bi se politika u Hrvatskoj, Dalmaciji, Bosni i Hercegovini imala voditi u smjeru da se »gravitacijska točka srpsko-hrvatskog naroda smjesti u monarhiju«. Doskora se njegovi nazori izmijeniše. Svoju balkansku politiku htio je osnovati na antagonizmu između Srbije i Bugarske. Sve se više kod njega utvrđivalo uvjerenje da s pomoću Bugarske treba obuzdati Srbiju. To ga je, uz njegovo neodređeno gledanje na Carigrad i Dardanele udaljavalo od Izvoljskoga. Kad su se obojica sastala 15. i 16. rujna 1908. u Buchlauu, dvorcu grofa Berchtolda u Moravskoj, nisu ni otvoreno ni pošteno raspravili međunarodne prilike uoči bosansko-hercegovačke aneksijske krize. Nije se slagao ni sa šefom generalnoga stožera Conradom von Hotzendorffom u pogledu položaja Austro-Ugarske u Trojnom savezu.
Poslužio se mladoturskom revolucijom i nepovoljnim međunarodnim i vojničkim položajem Rusije nakon njezina poraza u sukobu s Japanom da 5. listopada 1908. pismom cara i kralja Franje Josipa I. proglasi aneksiju Bosne i Hercegovine Austro-Ugarskoj. S ozbiljne austrijske strane zamjerali su mu što je proveo »aneksiju« kad se ni stvarno ni pravno-politički Bosna i Hercegovina nisu mogle anektirati ni samoj Austriji ni samoj Ugarskoj, a ni monarhiji kao cjelini. Upisali su mu u grijeh što je čitavo pitanje shvatio samo u vanjskopolitičkom smislu, a da nije prodro u njegovu pravu bit.
U studenom 1910. sukobio se Aehrenthal s Tomášem Masarykom, tada profesorom, kad je ovaj u delegacijama iznio neke činjenice koje odavahu da je austrougarsko poslanstvo u Beogradu stajalo u vezi s falsificiranjem dokumenata koji su bili od presudnog značenja u Friedjungovu procesu 1909. Radi te afere pao mu je ugled.